# Topołowgrad
Topołowgrad (bułg. Тополовград) – miasto w południowej Bułgarii, w obwodzie Chaskowo. Jest to centrum administracyjne gminy Topołowgrad.
W mieście znajduje się teatr, który jest centrum kultury Topołowgradu. Od 2001 roku w Topołowgradzie odbywa się bałkański festiwal teatrów amatorskich. W mieście znajduje się muzeum etnograficzne, posiadające ubrania tradycyjnych, regionalnych kobiet i przedmioty z epoki renesansu. Muzeum to posiada ponad 6000 eksponatów.

## Galeria

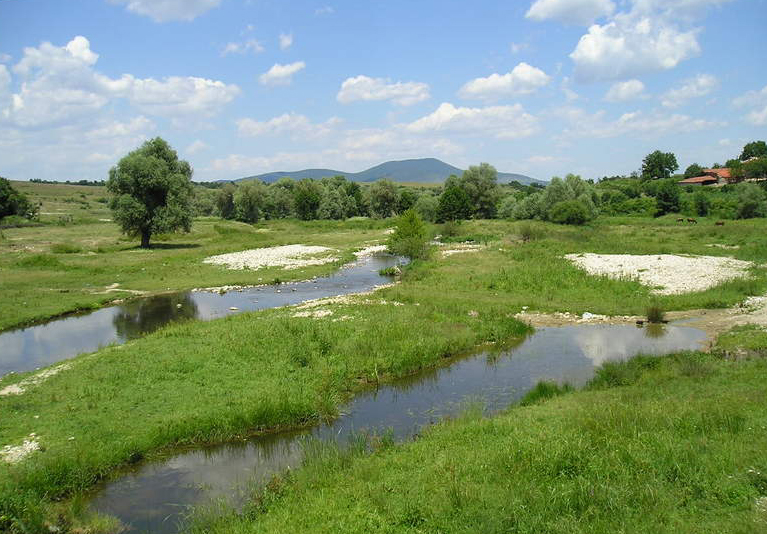
Pobliskie mokradła
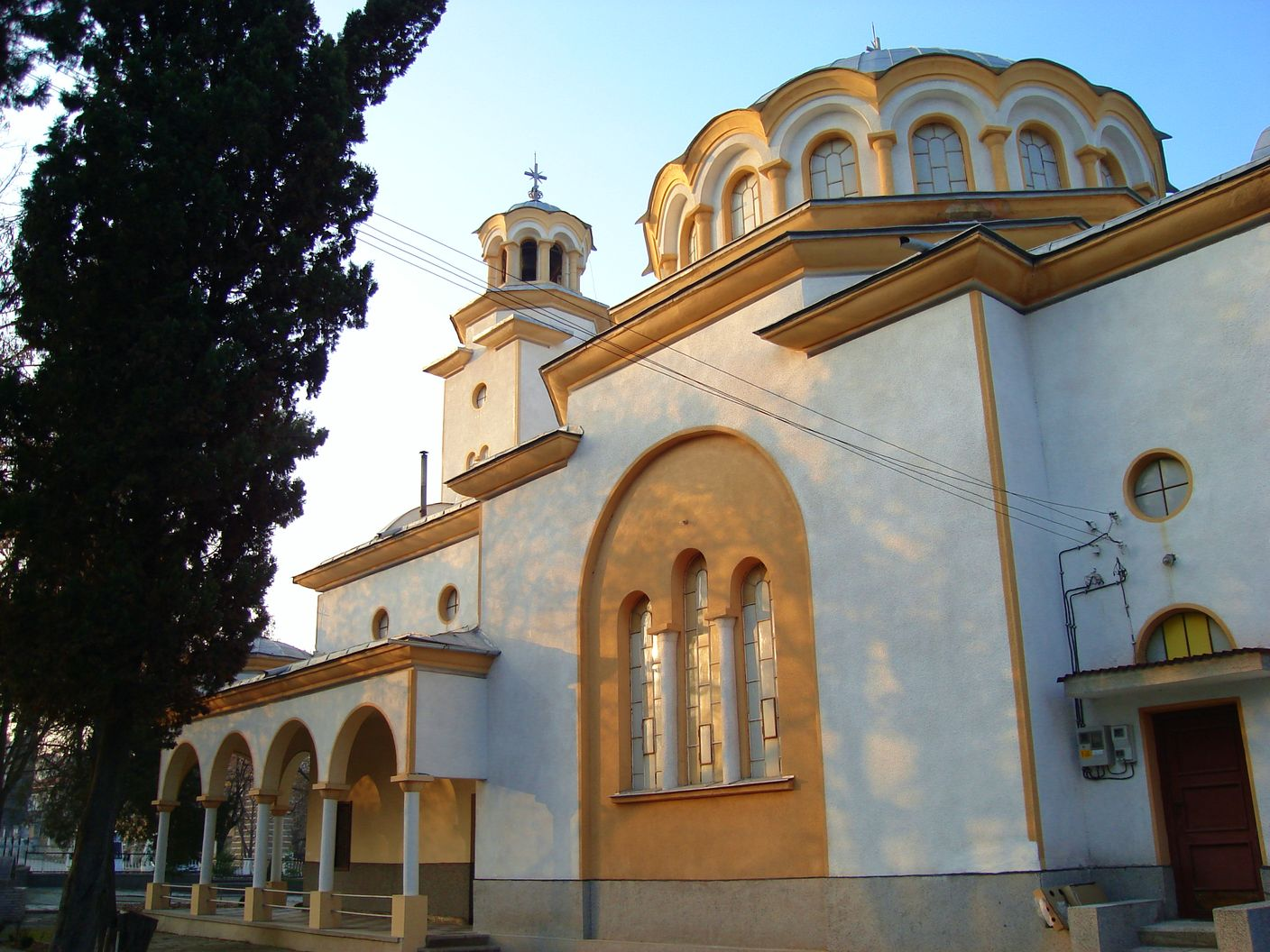
Cerkiew „Bogurodzicy”
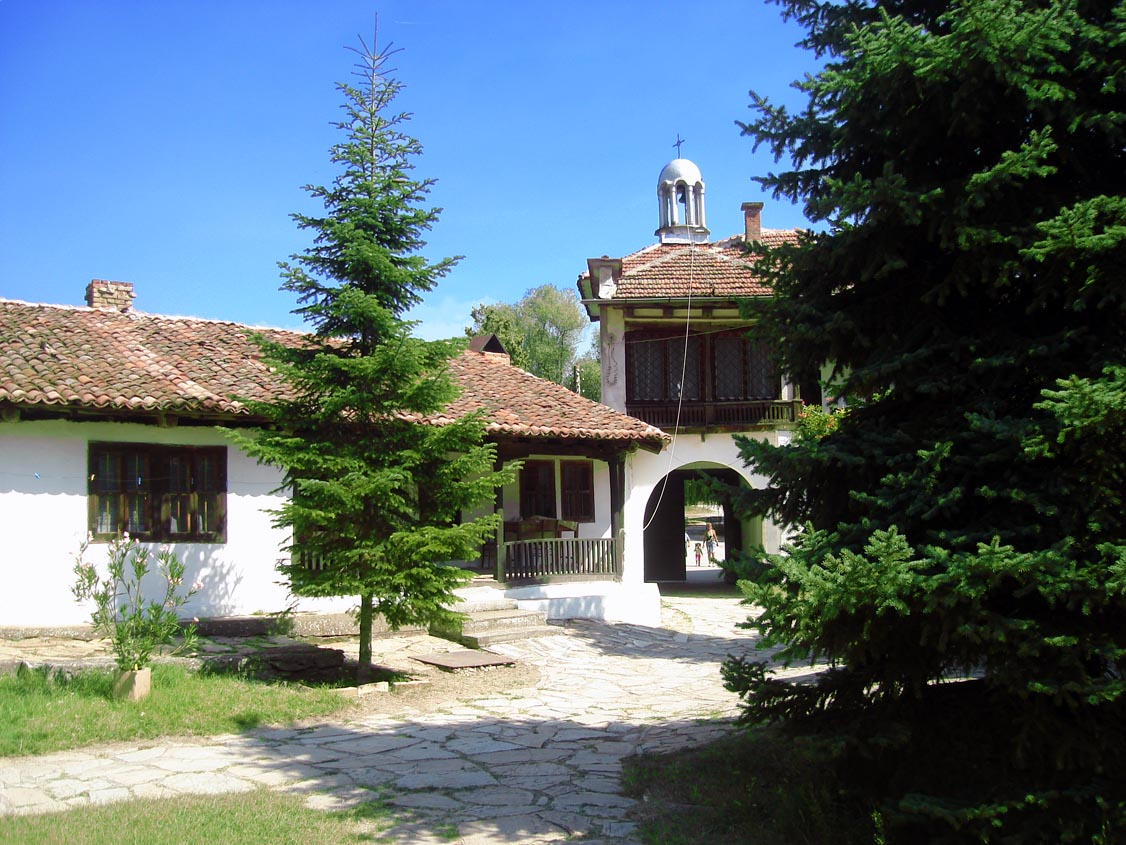
Monaster „Sweta Troica”
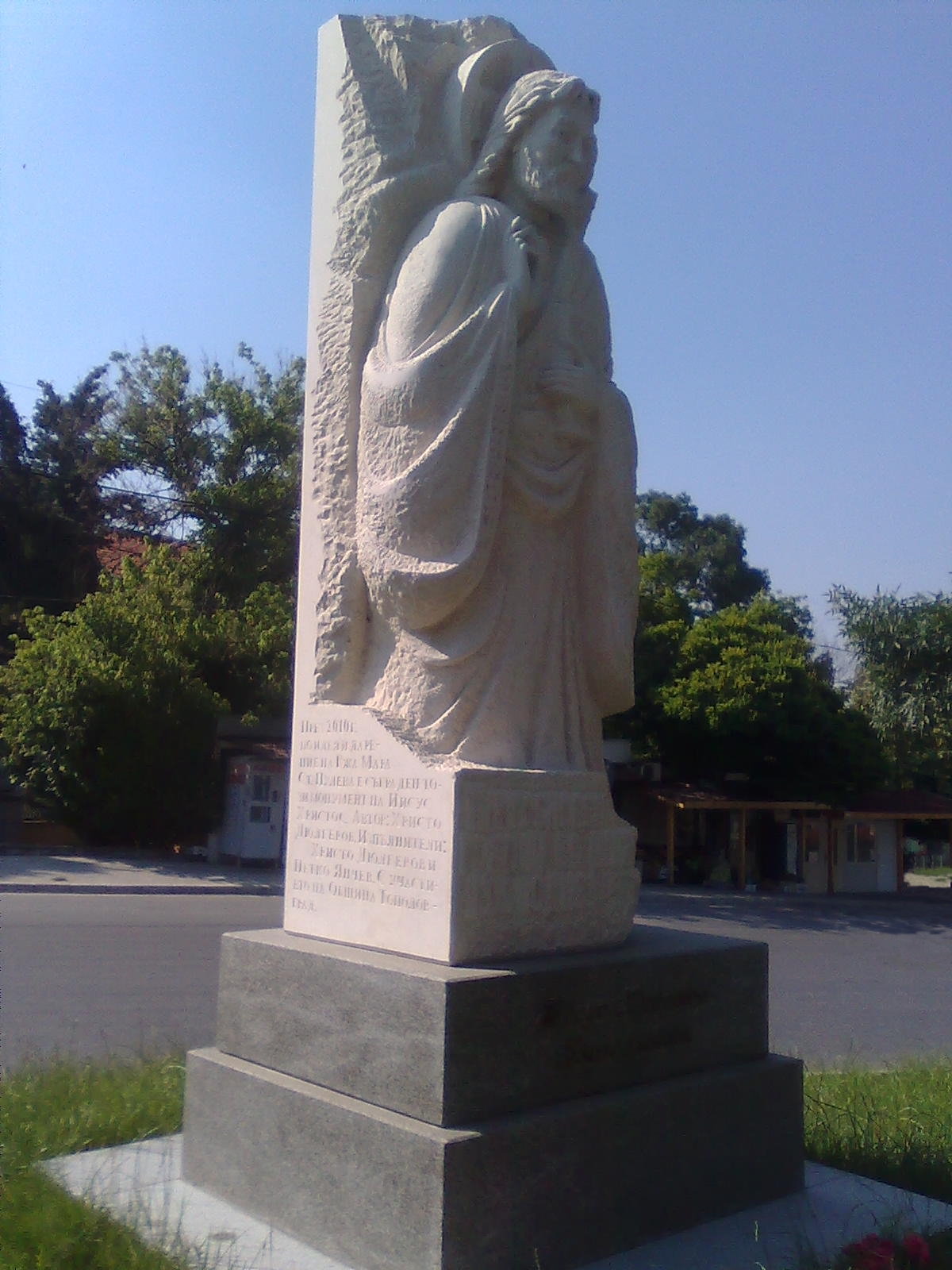
Pomnik Jezusa Chrystusa
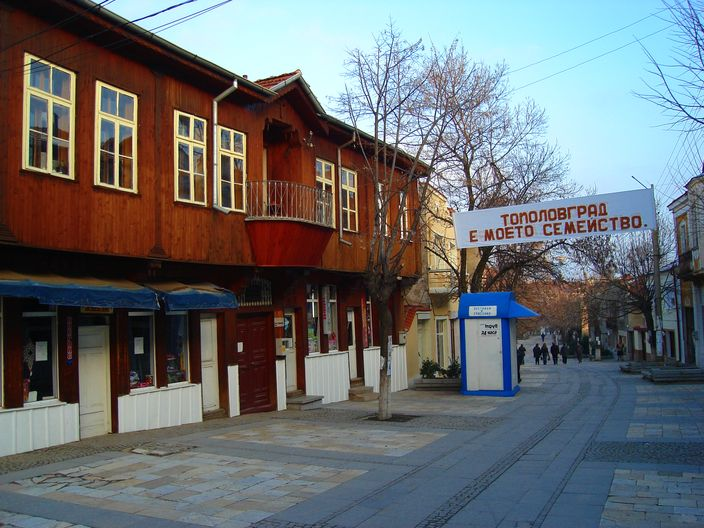
Ulica „Byłgarija”
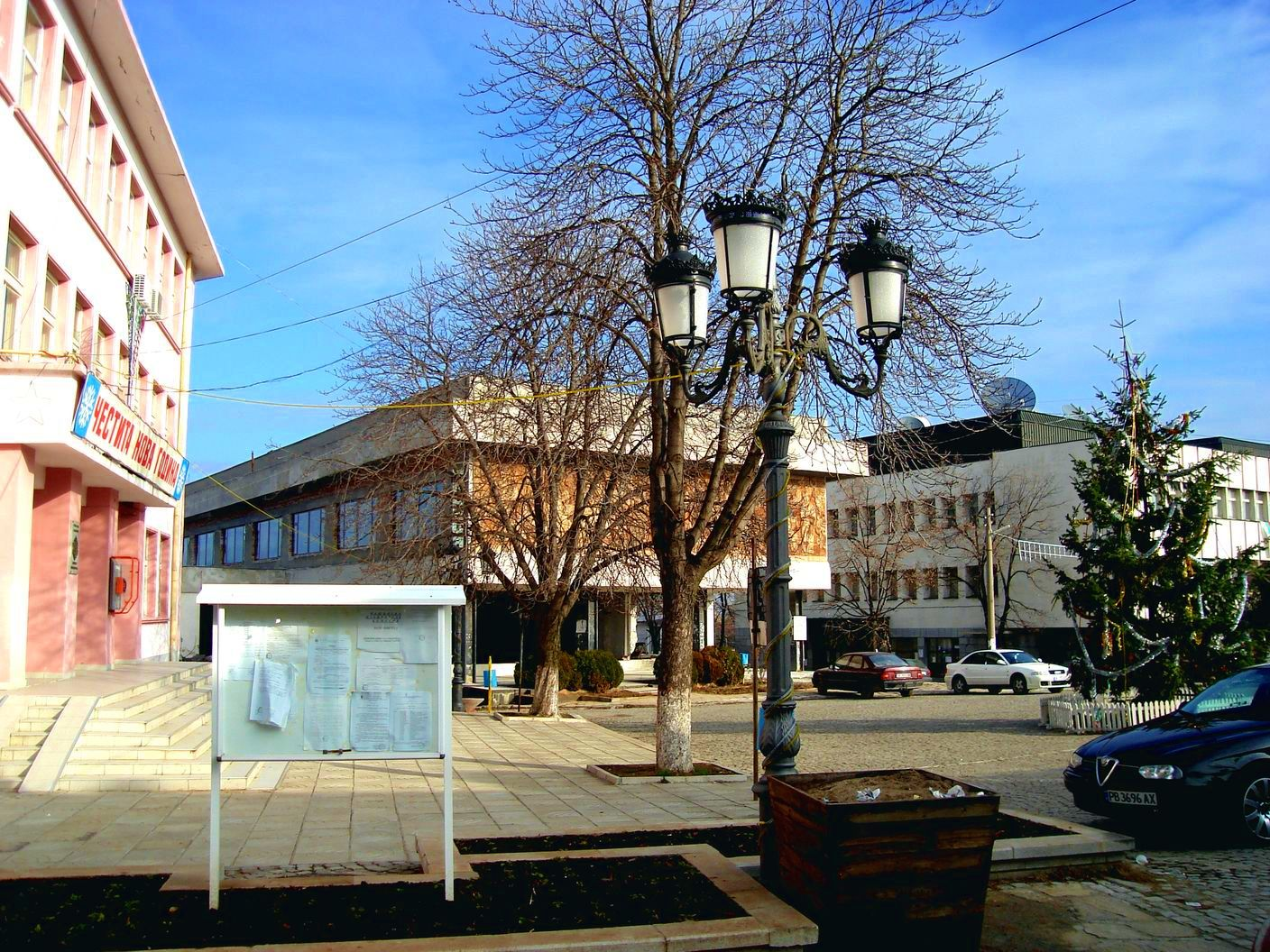
Ulica „Oswobożdenie”
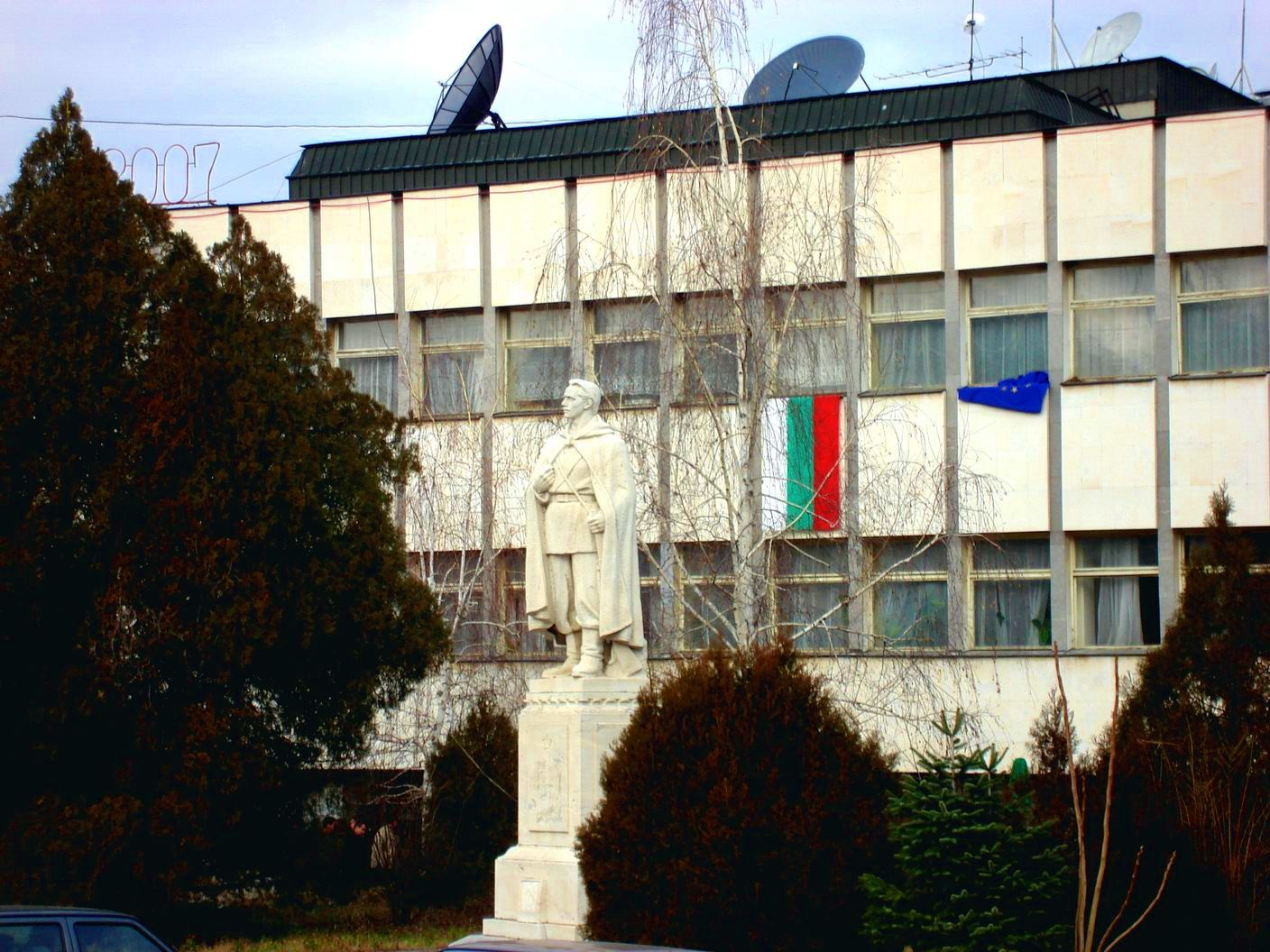
Biblioteka imienia Św. Cyryla i Metodego
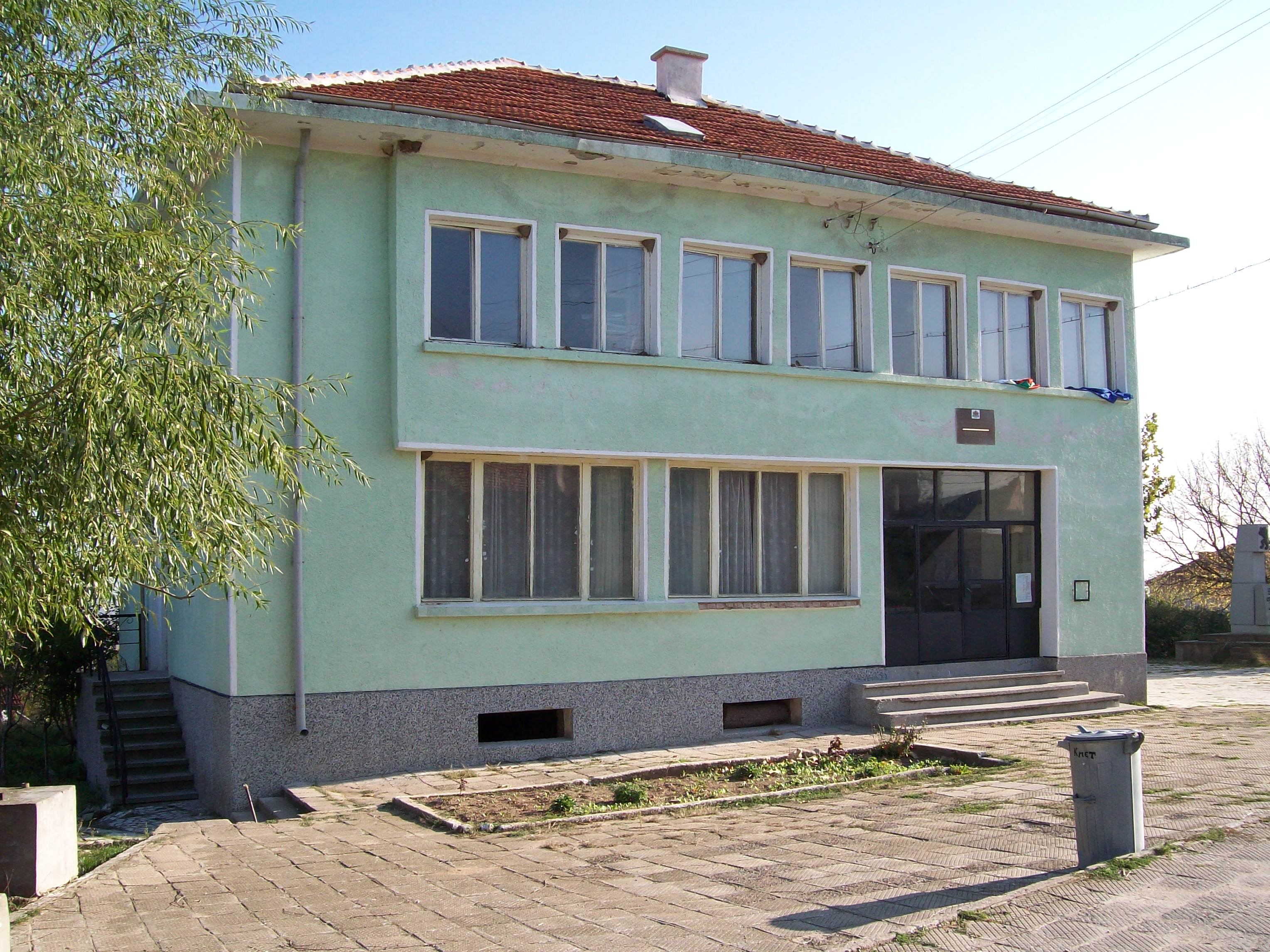
Urząd miasta i gminy